# Homayun Gharavi

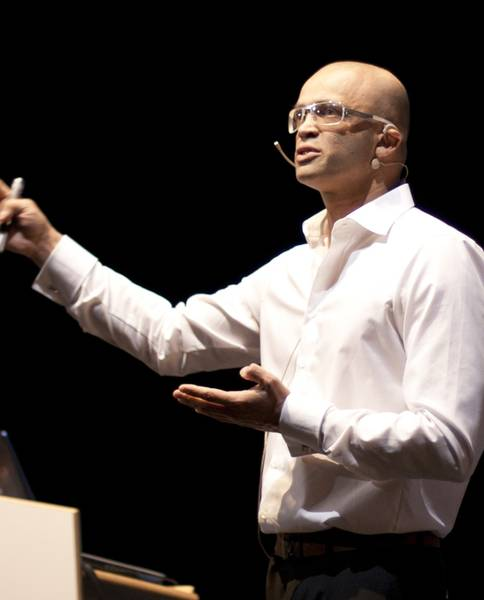
Homayun Gharavi

Homayun Gharavi-Nouri (* 30. Juli 1968 in Teheran) ist ein iranisch-deutscher Arzt und Sportwissenschaftler. Gharavi betreute zahlreiche Spitzensportler und Verbände als medizinischer Berater.

## Leben
Gharavi wurde in Teheran als Sohn iranischer Diplomaten geboren und kam als Kind nach Deutschland. Ab 1988 begann er das Studium der Medizin und Sportwissenschaften an der Georg-August-Universität Göttingen, das er 1996 als Dr. med. und als Dr. disc. pol. (bei Arnd Krüger) abschloss. In den Jahren von 1997 bis 2001 war er als Stipendiat an der University of California, Davis, im sportmedizinischen Athletic Training Team unter Jeff Hogan tätig.
2003 gründete er die Deutsche Akademie für angewandte Sportmedizin (DAASM) mit Sitz in Regensburg. Zu dieser Zeit begann auch die enge Zusammenarbeit mit dem Schmerzforscher Toni Graf-Baumann (Vorsitzender des Dopingkontrollausschusses der FIFA) und dem Physiotherapeuten und Rehatrainer für den FC Bayern München Oliver Schmidtlein. 2006 bis 2008 arbeitete Homayun Gharavi als Verbandsarzt und Fitnesscoach des American-Football-Verbandes Bayern.
2009 und 2010 betreute Gharavi als Teamarzt den A-Kader des Deutschen Schwimm-Verbandes. 2010 Gharavi begleitete die russische Nationalschwimmerin, Anastassija Walerjewna Fessikowa, aus der Verletzung zurück zum Weltmeistertitel in Shanghai 2011. 2012 begleitete er als Konditionscoach die Olympiaauswahl der russischen Schwimmer zu den Olympischen Sommerspielen nach London 2012. Gharavi arbeitete mit zahlreichen Nationaltrainern aus verschiedenen Sportarten, wie Martin Hanselmann (American-Football-Spieler in Deutschland), James Gibson (britischer Schwimmer) und Jürgen Klinsmann (deutscher Fußballtrainer), zuletzt im Vorfeld der FIFA-WM 2014 in Brasilien, zusammen.
Gharavi gilt als Kritiker etablierter Trainings- und Therapiemethoden, wie der Muskeldehnung, isometrischen Stabilisationstrainings oder gängiger Immobilisationsprotokolle nach Frakturen und Weichteilverletzungen.
Er entwickelte ein elastisches Schlingentrainingsystems, den 4D PRO Bungee Trainer, das er 2012 auf den Markt brachte.
2010 war Gharavi Initiator und Vize-Präsident des World Summit of interdisciplinary Sports Medicine und Athletic Care in Zeulenroda.

## Veröffentlichungen
- Die hohe Tibiavalgisationsosteotomie – Wechselwirkung zwischen medialbetonter Varusgonarthrose und der Retropatellararthrose unter besonderer Berücksichtigung der präoperativen Gelenktoilette. Regensburg 2002 (Dissertation)
- Der Tapeverband am Sprunggelenk als technischer Bestandteil zur Leistungssteigerung im Sport am Beispiel des Fosbury Flops. Göttingen 2005 (Dissertation) (PDF)
- Ambulanz live : 81 Patienten und ich. Elsevier 2004
- Ambulanz live : 98 Patienten und ich (Teil 2). Elsevier 2004
- Taping & Performance im Sport. VDM Verlag 2008